# Quatrième circonscription du Nord de 1852 à 1863
La quatrième circonscription du Nord était l'une des 8 circonscriptions législatives françaises que comptait le département du Nord pendant les onze premières années du Second Empire.

## Description géographique et démographique
La quatrième circonscription du Nord partie intérieure de la Flandre française enclavée entre l'arrondissement de Dunkerque et de Lille. Située entre la Belgique et le Pas-de-Calais, la circonscription est centrée autour de la ville d'Hazebrouck. 
Elle regroupait les divisions administratives suivantes : Canton de Cassel ; Canton de Steenvoorde ; Canton de Bailleul-Sud-Ouest ; Canton de Bailleul-Nord-Est ; Canton d'Hazebrouck-Nord ; Canton d'Hazebrouck-Sud et le Canton de Merville.
Lors du recensement général de la population en 1851 à la suite du décret du 1er février de cette année, la population totale de cette circonscription est estimée à 104 515 habitants.

## Historique des députations
| Législature     | Début de mandat | Fin de mandat    | Député élu          | Parti politique     | Observations |
| --------------- | --------------- | ---------------- | ------------------- | ------------------- | ------------ |
| Ire législature | 29 février 1852 | 27 novembre 1857 | Prosper de Lagrange | Majorité dynastique |              |
| 2e législature  | 21 juin 1857    | 4 novembre 1863  | Charles Plichon     | Indépendant         |              |